# کراسنولاسک
شهر کراسنولاسک (به روسی: Красноуральск) در کشور روسیه و در اوبلاست سوردلوفسک واقع شده‌است.